# مكتب التوحيد
مكتب التوحيد أو حوزة التوحيد أو مدرسة التوحيد كانت مدرسة شيعية للنساء، تأسست في قم، المركز الديني لإيران في عام 1975 م، كجناح لمدرسة الحقاني.
اتّبع تأسيس الحوزة العلمية نهج مؤسسات مماثلة في قم، وفسا، وشيراز، وأصفهان. ففي فسا، افتُتح مكتب فاطمة عام 1961 م، ومكتب الزهراء في شيراز عام 1964، ومكتب فاطمة في أصفهان عام 1965، وفي طهران، افتُتح زهراء آذر عام 1966 م، وفي مشهد، افتتحت فاطمة خاموشي (ت. 2010 م) مدرسة نرجس العلمية في العام نفسه.
ومن المفارقات أن الأمر استغرق سنوات عديدة حتى أُنشئت أخيرًا حوزة نسائية في قم. أضاف محمد كاظم شريعتمداري قسمًا نسائيًا إلى حوزة دار التبليغ التابعة له، والتي تُسمى دار الزهراء، في عام 1973 م.
جزئيًا من أجل منافسة القسم النسائي في مدرسة دار التبليغ، أنشأ آية الله علي قدوسي، مدير المدرسة الحقانية، مكتب التوحيد. في عامها الأول، ضمت مدرسة البنات ثلاثين طالبة وخمس معلمات. وشمل ذلك منيرة جورجيه ومعصومة جولجيري وزهرة صفتي، اللاتي جئن إلى قم من عبادان في وقت سابق من هذا العقد بحثًا عن التعليم الحوزوي.
وكان من بين المحاضرين الذكور في مكتب التوحيد الشيخ نعمة الله صالحي نجف آبادي، مؤلف كتاب “الشهيد جاويد”، ومرتضى حائري ، نجل الشيخ عبد الكريم الحائري اليزدي. قام مرتضى الحائري بتدريس الأخلاق في المكتب.
بعد الثورة الإسلامية، دُمج مكتب التوحيد مع الحوزات العلمية النسائية الأخرى في قم في المدرسة الأكبر، جامعة الزهراء.